# Mama Kershaw's Boy
| Recensione              | Giudizio |
| ----------------------- | -------- |
| AllMusic                | [ 2 ]    |
| Dizionario del Pop-Rock | [ 3 ]    |

Mama Kershaw's Boy è un album discografico di Doug Kershaw, pubblicato dalla casa discografica Warner Bros. Records nel giugno del 1974.

## Tracce

### LP
Lato A
Testi e musiche di Doug Kershaw.
1. Nickel in My Pocket – 2:20
2. Hi Lady – 3:45
3. Lady Ann – 4:48
4. Whatcha Gonna Do When You Can't – 2:44
5. Cajun Grass – 2:04

Lato B
Testi e musiche di Doug Kershaw.
1. I Just Remember Just Enough – 3:00
2. Can't Be All Bad – 3:48
3. Swamp Dance – 3:44
4. Colorado – 3:57
5. Mama's Got the Know How – 2:09
6. Hippie Ti Yo – 3:14

## Musicisti
- Doug Kershaw - voce, fiddle
- Tommy Allsup - chitarra
- Harold Bradley - chitarra
- Max Schwennsen - chitarra
- Bobby Thompson - chitarra, banjo
- Billy Sanford - chitarra
- Stu Basore - chitarra steel
- Bobby Wood - pianoforte
- Joe Allen - basso
- Buddy Harman e Larrie London - batteria
- Brenton Banks - strumento ad arco
- Sheldon Kurland - strumento ad arco
- Gary Vanosdale - strumento ad arco
- Bryon Bach - strumento ad arco
- Max Schwennsen - accompagnamento vocale, coro
- Sonny Throckmorton - accompagnamento vocale, coro
- Bobby Harden - accompagnamento vocale, coro

Note aggiuntive
- Buddy Killen - produttore
- Registrazioni effettuate al Sound Shop di Nashville, Tennessee (Stati Uniti)
- Ernie Winfrey - ingegnere delle registrazioni
- Mastering effettuato al Warner Bros. Recording Studios di North Hollywood, California
- Ed Thrasher - art direction e fotografia copertina album
- John & Barbara Casado - design copertina album[5]

## Classifica
Album
| Anno | Classifica         | Posizione raggiunta |
| ---- | ------------------ | ------------------- |
| 1974 | Top Country Albums | 14                  |

Singoli
| Anno | Titolo del brano        | Classifica        | Posizione raggiunta |
| ---- | ----------------------- | ----------------- | ------------------- |
| 1974 | Mama's Got the Know How | Hot Country Songs | 77                  |